# Into the Blue (песня)
«Into The Blue» — название девятой песни с альбома Everything Is Wrong музыканта Моби. Это четвёртый сингл, выпущенный по этому альбому. Песня записана Моби совместно с Mimi Goese, как и другая песня с этого альбома, «When It's Cold I'd Like To Die».

## Композиции
| №  | Название                             | Длительность |
| -- | ------------------------------------ | ------------ |
| 1. | «Into The Blue» (Beatmasters Mix)    | 4:10         |
| 2. | «Shining»                            | 4:49         |
| 3. | «Into The Blue» (Summer Night Mix)   | 7:29         |
| 4. | «Into The Blue» (Into The Blues Mix) | 5:38         |